# Rio Tollense
O rio Tollense é um rio do leste da Alemanha, afluente do rio Peene. Nasce a sul do Tollense (Lago de Tollense). Depois de 14 km, chega ao Tollense e sai deste na cidade de Neubrandenburg. A partir daí, percorre 68 km para o norte e conflui no rio Penne em Demmin, que por sua fez desagua na baía da Pomerânia. Drena 1809 km2.

## Sítio arqueológico da Idade do Bronze
Após a descoberta de vestígios humanos em 1996, foram realizadas escavações arqueológicas no Vale do Tollense entre 2009 e 2015 e uma centena de corpos humanos foram desenterrados. Estes são principalmente ossos pertencentes a homens entre os 20 e os 40 anos e mostram sinais de morte violenta. Estes restos parecem atestar uma batalha violenta travada no vale por volta de 1200 a.C., durante a Idade do Bronze.